# Christoph Dietrich Bose der Jüngere
Christoph Dietrich Bose (* 24. Februar 1664 in Unterfrankleben; † 23. November 1741 in Leipzig) war Reichspfennigmeister im Ober- und Niedersächsischen Kreis, Ritter des Johanniterordens, königlich-polnischer und kurfürstlich-sächsischer Wirklicher Geheimer Rat, Oberaufseher der Grafschaft Mansfeld und Gutsherr der beiden Höfe in Frankleben.

## Leben

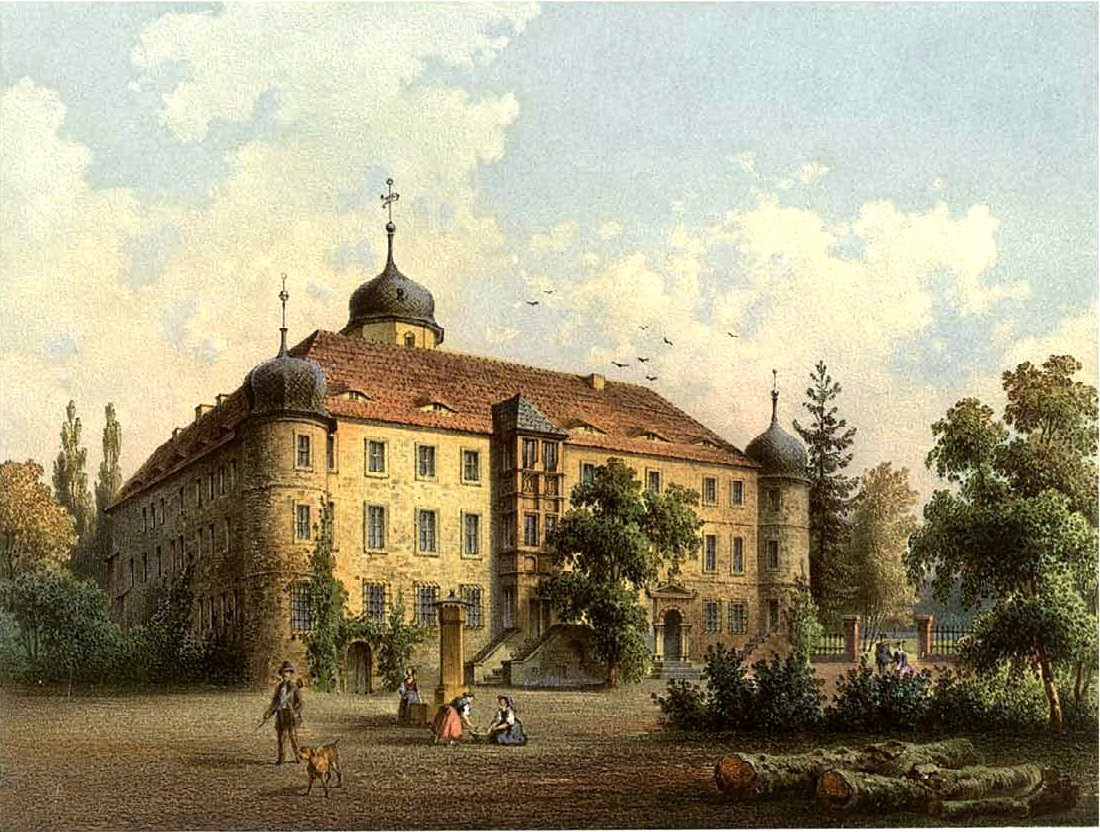
Schloss Unterfrankleben um 1860, Sammlung Alexander Duncker

Bose stammte aus dem sächsischen Uradelsgeschlecht derer von Bose, das bei der Schreibung seines Namens bewusst auf die Verwendung des Adelsprädikats verzichtete. Er war der Sohn des Geheimen Rates Christoph Dietrich Bose des Älteren (1628–1708) und seiner Ehefrau Ursula, geborene von Gustedt (1636–1694) aus dem Hause Deersheim. Seine Brüder waren der Dompropst Johann Balthasar Bose, der General Adam Heinrich Bose, der Merseburger Geheim- und Appellationsrat Wolf Dietrich Bose und der Oberstleutnant Gottlob Sigismund Bose.
Nach Schulbesuch und Kavalierstour ging Bose 1689 als Kammerjunker an den kursächsischen Hof, wo man wegen seiner Bildung und Gewandtheit schnell auf ihn aufmerksam wurde. 1690 wurde er Legations- und Appellationsrat, bald darauf Geheimer Kriegsrat und schließlich Wirklicher Geheimer Rat. Er war auch kaiserlicher Reichspfennigmeister im Ober- und Niedersächsischen Kreise. Er führte zahlreiche internationale Gesandtschaften aus und nahm an wichtigen Verhandlungen teil. So war er 1697 bei den Friedensverhandlungen von Rijswijk zur Beendigung des Pfälzischen Erbfolgekrieges Direktionalgesandter der evangelischen Stände. Nachdem im gleichen Jahr der sächsische Kurfürst August der Starke zum katholischen Glauben konvertierte wahrte Bose – getreu dem evangelisch-lutherischen Glauben ergeben – die Rechte der Landeskirche. Er ließ sich aber in der Diskussion mit seinen Gegnern oft zu unvorsichtigen Äußerungen und Urteilen hinreißen und gab ihnen so Vorwände für Verdächtigungen und Verleumdungen. Nach weiteren Reisen unter anderem nach Dänemark und Moskau fiel er 1705 nach der Rückkehr aus Großbritannien nach Intervention seiner Gegner wegen angeblich zu hoher Reisekosten in königliche Ungnade.
Es folgten einige Jahre auf seinen Gütern, wo er 1714 in Frankleben Ober- und Unterhof wieder in eine Hand bringen konnte. Schließlich wurde er Wirklicher Geheimer Rat und Oberaufseher der Grafschaft Mansfeld. Endlich wurde er wiederum mehrfacher Unregelmäßigkeiten beschuldigt, zunächst auf dem Sonnenstein festgesetzt und nach einigen weiteren Jahren auf seinen Gütern, schließlich 1738 in der Leipziger Pleißenburg inhaftiert. Insgesamt verbrachte er neun Jahre in Festungshaft. Schließlich starb er 1741 als Staatsgefangener auf der Pleißenburg.
Am 30. November 1741 wurde er im Erbbegräbnis seiner Familie in Frankleben beigesetzt.

## Familie
Christoph Dietrich Bose heiratete am 4. Dezember 1693 Charlotte Johanne von Schleinitz auf Seerhausen (1675–1727) aus dem Hause Graupzig. Das Paar hatte keine Kinder.